# Ghurian
Ghurian é uma cidade do Afeganistão localizada na província de Herat.